# China Anne McClain
China Anne McClain (født 25. august 1998) er en amerikansk sanger og skuespiller.

## Tidlige liv
China Anne McClain er født i Atlanta, Georgia, hvor hun også går i skole. Hendes to søstre hedder Sierra og Lauryn, og de er begge skuespillere.

## Karriere
McClain fik sin debut i filmen, The Gospel i 2005, og fik senere sit gennembrud i serien, Tyler Perry's House of Payne som Jazmine i 2006. Udover det har hun spillet små roller i kendte serier såsom Magi på Waverly Place og Jonas L.A.. I 2011 fik hun hovedrollen i Disney Channel-serien, A.N.T. Farm som Chyna Parks. Serien havde premiere i Danmark den 21. oktober 2011 på Disney Channel. Hun har også været med i komedie filmen "Grown ups" (Drengerøvene)

## Filmografi
- The Gospel (2005)
- A Dennis the Menace Christmas (2007)
- Daddy's Little Girls (2007)
- Six Blocks Wide (2008)
- Jack and Janet Save the Planet (2009)
- Hurricane Season (2010)
- Grown Ups (2010)
- Grown Ups 2 (2013)
- Descendants 2 (2017)
- Descendants 3 (2019)

Serier
- Tyler Perry's House of Payne (2006-)
- Jimmy Kimmel Live! (2008)
- Hannah Montana (2009)
- NCIS (2009)
- Jonas L.A. (2010)
- Magi på Waverly Place (2011)
- A.N.T. Farm (2011-)
- PrankStars (2011)
- So Random! (2012)

Singels
- Your Biggest Fan (2009) – Med Nick Jonas
- Dynamite (2011)
- Calling All the Monsters (2011)
- Unstoppable (2012)

Musikvideoer
- Dynamite (2011)
- Calling All the Monsters (2011)

Albums
- A.N.T. Farm Soundtrack (2011)
- Disney Channel Holiday Playlist (2012)
- Make Your Mark: Ultimate Playlist (2012)